# リモコンWARS
『リモコンWARS』（リモコンウォーズ）はNHK総合テレビで放送されている特別番組。正式タイトルは『リモコンWARS〜今夜日本の大事なものとられます〜』。双方向機能対応。

## 概要
「遠い宇宙からやってきた『日本マニアの宇宙海賊』が狙う日本の名所を守るため、『リモコン警察特命課』が視聴者と共にクイズで迎え撃つ」というストーリーで送る生放送双方向クイズ番組。
参加者には正解数・得点が記録され、番組終了時には正解数に応じた順位も発表される。
2011年度から双方向リモコンを使った生放送ゲーム企画を行っている「天才てれびくん」のスタッフによって製作されており、「Let's天才てれびくん」時代のゲームの流用や、「天才てれびくんYOU」内でも宣伝が行われるなど姉妹番組の位置づけとなっている。なお、番組放送時の週では「天才てれびくんYOU」は再放送となっている。

## 放送日時
| 回 | 放送年月日    | 放送時間（JST）   | お宝                    | 参加人数   |
| -- | ------------- | ----------------- | ----------------------- | ---------- |
| 1  | 2018年8月7日  | 火曜19:30 - 20:15 | 通天閣 （大阪府）       | 10万8340人 |
| 2  | 2019年5月2日  | 木曜19:30 - 20:30 | 姫路城 （兵庫県）       | 11万0200人 |
| 3  | 2019年8月13日 | 火曜19:57 - 20:42 | 九州新幹線 （鹿児島県） | 10万3600人 |

## 出演者
リモコン警察特命課「P.E.A.C.H」
桃型ロボット「モモモモーン」から、全国の隊員（視聴者）が操る警察犬ドローン「ハチコーン」に指示する。
- 長嶋一茂 キャプテン
- 小島瑠璃子 隊員
- 横山だいすけ 隊員（第2回）
- ブルゾンちえみ 隊員（第2回）

主な進行は小島が行い、第1回では長嶋も特設スタジオに集まった視聴者参加者と共に一参加者としても挑戦した。第2回では横山がモモモモーンの操縦を担当、ブルゾンは中継先の埼玉県からレポートを行う。
宇宙海賊 ザ・チンドリーズ
「大悟ロボ」を操り、地球のお宝を丸ごと奪い「宇宙オークション」にかけて売却しようと企む。操縦はダイゴンが担当。キングくっきーは現地からの中継やモニター越しに現れる。
- キングくっきー（野性爆弾・くっきー）
- ダイゴン（千鳥・大悟）
- ノブー（千鳥・ノブ）
- クイズAI（声:竹達彩奈）（第3回）

リポーター
- 高橋真麻（第2回）

## 内容

### 第1回
大悟ロボによって通天閣を奪おうとしている宇宙海賊コスモデビルから出されるクイズで対決を行う。各ステージごとに全体の正解率が50%以上であればステージクリア。4ステージ行い2ステージクリアすることができれば最終決戦に進むことができる。
ステージ1 4択クイズ
大阪にちなんだ4択クイズを出題。十字キーで選択し決定キーで決定する。
ステージ2 キングくっきーの生歌クイズ
キングくっきーが唄う曲の歌詞から何について歌っているかを当てる。十字キーの上下で1文字ずつ変更、左右で変更する場所を変え、決定キーで決定となる（クイズマジックアカデミーにおけるスロットクイズと似た形式）。
ステージ3 大阪人100人に聞きました
大阪人100人にアンケートを実施。その結果がどうなったかを2択で当てる。
ステージ4 名人クイズ
大阪に住む名人とキングくっきーが対決。その勝敗がどうなるかを当てる。
最終ステージ
強引にお宝を奪った大悟ロボから取り返すべく、警察犬ドローンで追いかけていく。決定キーを連打し、全国で一定以上連打することで追いつくことができる。
追いつくと大悟ロボは問題を出題。その答えを大悟ロボの周りにある文字を時間内に順に選択して解答する。全国正解率が50%以上であれば大悟ロボにダメージを与えることができる。問題は前半は4文字、後半は5文字。また、大悟ロボの体勢が変化し文字の場所が変わることもある。
タイムリミットまでに大悟ロボのHPをゼロにすることができれば大悟ロボは停止し、名所を奪還して勝利となるが、時間内に停止できなければ名所を持ったまま宇宙に逃げられ敗北となる。

### 第2回
4色バリア対決
大悟ロボから投げつけられる、一部の色が白くなった画像の元の色が何かをリモコンの4色ボタンで5秒以内に解答する。2色答える問題もあり、その場合最後に押した2色が解答とみなされる。
並び替えクイズ
第1回の最終ステージと同様のルールで行う。
ロックを解除せよ
ザ・チンドリーズのアジトである「オニガシマ」の地下通路「お仕置き部屋」を探索していく。通路の途中には「最終防衛システム」が随所に設けられており、モニターに映った絵からパスワードを推測し、リモコンの方向ボタンを使って文字を変更、決定ボタンで解答する。正解数が一定数に達するとロックが解除される。
「Let's天才てれびくん」時代の木曜生放送での「清掃課アジト探索ミッション」のリメイクにあたる。
サムネイル9
表示された9つのサムネイルから特命課が選んだ問題やチャレンジに挑戦。問題はリモコンの4色ボタンを使って解答し、正解率は50%を超えればクリア。チャレンジでは横山やブルゾンが中継先の隊員と共に生でチャレンジを行い成功すればクリアとなる。
お宝を運び地球を目指せ
追ってくる大悟ロボから逃れつつ、モモモモーンが運ぶお宝が奪われないように手助けをする。画面左下に表示されたハチコーンを方向ボタンで操作し、流れてくる乾電池を獲得していく。100万個獲得することでモモモモーンのブーストが発動し距離を突き放すことができる。ただし、大悟ロボが投げてくる「金棒」や「鬼のパンツ」などの妨害アイテムに当たると一定時間動けなくなる。大悟ロボが最接近すると大悟ロボが一定時間攻撃し、攻撃がヒットしてしまうとお宝を奪われてしまう。その場合は逆に制限時間内に大悟ロボを追いかける展開となり、最接近して必殺技「長嶋スーパーノック」を当てることで奪還することができる。お宝を持った状態でタイムリミットを迎える事が出来れば大悟ロボの燃料が全て無くなり活動停止。勝利となる。
「Let's天才てれびくん」時代の木曜生放送での「コチリトラーから逃げ切れ!」「どちゃもん・よすがんを取りもどせ！」のリメイクにあたる。

### 第3回
クイズAIから出される問題にリモコン警察（視聴者）とザ・チンドリーズがそれぞれ解答。リモコン警察は選択率が一番高い選択肢が解答となる。各ステージごとにザ・チンドリーズよりも正解数が多ければ勝利となり、FINALステージで有利となるきびだんご弾を獲得（引き分けの場合は獲得できない）。FINALステージで大悟ロボを倒すことができれば勝利となる。
STAGE1 青なの赤なのどっちなの?
2択問題が出題。リモコンの四色ボタンのうち青・赤ボタンを使い解答を選択する。5問出題。
STAGE2 サムネイル4
映像4択問題が出題。リモコンの四色ボタンで解答を選択する。映像が終了するまでは解答の変更も可能。3問出題。
STAGE3 なる早でお願い!謎解きバトル
モニターに映った謎解きを解き、リモコンの方向キーで選択（上下で文字の選択、左右で隣の文字に移る）して解答。ダイゴンよりも先に1万人が正解すれば「リモコン警察」のポイント、先にダイゴンが正解すれば「ザ・チンドリーズ」のポイントとなる。3問出題。
FINALSTAGE 並べ替えたらfeel so good
大悟ロボの周りに表示された5文字を並べ替えて「四字熟語」や「ザ・チンドリーズのジェスチャーの答え」を解答する。十字キーでカーソルを動かし、決定で入力、四色ボタンの黄ボタンで1文字消去する。ただし、選択肢の中には使わないダミーも含まれている。時間内にリモコン警察の正解率が50%を超えれば大悟ロボに攻撃しHPを25%減らすことができる。4問以内に大悟ロボのHPをゼロにすることができればお宝を取り戻し勝利となる。また、大悟ロボが逃げた際には決定ボタンを連打し大悟ロボに攻撃することで追いつくことができる。
ただし、FINALSTAGE前に行われる「きびだんごチャレンジ」により、勝利数×20%分大悟ロボのHPを減らすことができる。